# Велвл Збаржер
Велвл Збаржер (їд. ועלוול זבארז'ער, нім. Welwel Zbarzher; справжні ім'я та прізвище Беньямін Вольф Еренкранц нім. Benjamin Wolf Ehrenkrantz; нар. 1826, Збараж, Австрійська імперія — пом. 2 червня 1883, Стамбул, Османська імперія) — єврейський співак, поет і бадхен.

## Біографія
Вірші почав писати з 18 років. Спочатку давньоєврейською, потім їдишем. Часто виконував пісні на власні слова. Популярність пісень зростала, і йому довелося створити мандрівний пісенний колектив, який гастролював містами й містечками сучасних Молдови, Румунії, України та Південної Росії, а також у Польщі. Перші збірки віршів і пісень були створені на івриті (1848 і 1855 роки). 1864 року в журналі «га-Шахар» опубліковано поему «Румунія», що містила сатиру на антисемітську політику румунського уряду. Його популярність склала конкуренцію самому Еліакуму Цунзеру. У 1878—1880 роках жив і виступав у Відні, поки не був змушений виїхати до Стамбула.
Під час Другої Світової війни популяризатором творчості Збаржера був відомий літературознавець Наум Ойслендер.

## Твори
- 1865 — Збірник віршів та пісень (Відень, на ідиші).
- 1902 — Збірник пісень (Бухарест, на ідиші в латинській транскрипції).